# Рзаев, Шабан Мехти оглы
Шабан Мехти оглы Рзаев (азерб. Şaban Mehdi oğlu Rzayev; 19 ноября 1938, Гиндарх, Агджабединский район — 2 июля 2007, там же) — советский азербайджанский хлопковод, Герой Социалистического Труда (1972). Мастер машинного сбора хлопка Азербайджанской ССР, лауреат Государственной премии Азербайджанской ССР (1976).

## Биография
Родился 19 ноября 1938 года в семье крестьянина в селе Гиндарх Агджабединского района Азербайджанской ССР (ныне посёлок).
Окончил Азербайджанский сельскохозяйственный институт.
С 1953 года — тракторист, с 1957 года — механизатор, с 1971 года — бригадир комплексно-механизированной бригады колхоза «Таджикистан» Агджабединского района Азербайджанской ССР.
Шабан Рзаев проявил себя на работе как умелый и опытный механизатор, получавший рекордные для колхоза урожаи хлопка. Слава о подвиге механизатора быстро распространилась по Азербайджану. Рзаев тщательно изучал машину с которой работал, пользуясь всеми ее возможностями, применял новые агротехнические методы, рационально вносил удобрения и приучал коллектив своей бригады к трудолюбию — это стало одним из секретов его успеха. Коллектив бригады держал при себе поле в 100 гектаров, в каждом гектаре — до 100 тысяч хлопковых кустарников, а на каждом кустарнике по 20 хлопковых коробочек. В 1972 году урожайность хлопка на поле Рзаева и его бригады превысила 50 центнеров с гектара. В 1971 году механизатор собрал машиной и выгрузил с бункера 430 тонн, в 1972 году — 570 тонн, а в 1973 году более 600 тонн хлопка-сырца.
Указом Президиума Верховного Совета СССР от 14 декабря 1972 года за большие успехи, достигнутые в увеличении производства и продаже сельскохозяйственной продукции и проявленную трудовую доблесть при уборке урожая Рзаеву Шабану Мехти оглы присвоено звание Героя Социалистического Труда с вручением ордена Ленина и золотой медали «Серп и Молот».
Активно участвовал в общественно-политической жизни республики. Депутат Верховного Совета Азербайджанской ССР 8-го, 9-го, 10-го и 11-го созыва. В Верховный Совет 8 созыва избран от Гиндархского избирательного округа № 159 Азербайджанской ССР; член Комиссии по сельскому хозяйству. В Верховный Совет 9 созыва избран от Гиндархского избирательного округа № 165 Азербайджанской ССР; член Комиссии по торговле и бытовому обслуживанию населения. Член КПСС с 1969 года. Делегат XXV съезда КПСС, XXIX и XXX съездов КП Азербайджана, где избирался членом ревкома КП республики и кандидатом в ЦК соответственно. Участвовал во Всесоюзном собрании представителей советов колхозов союзных республик 19-20 марта 1980 года.
С 2002 года — президентский пенсионер.
Ушёл из жизни 2 июля 2007 года в родном селе.
«Славному сыну Агджабеди» Шабану Рзаеву посвящена песня «Наш Шабан» композитора Эмина Сабитоглу в исполнении азербайджанской певицы Зейнаб Ханларовой.